# پکستونویل (پنسیلوانیا)
پکستونویل (به انگلیسی: Paxtonville) یک منطقهٔ مسکونی در ایالات متحده آمریکا است که در شهرستان اسنایدر، پنسیلوانیا واقع شده‌است. پکستونویل ۲٫۴ کیلومتر مربع مساحت و ۲۲۱ نفر جمعیت دارد.